# إليكم (أغنية)
إليكم (بالإنجليزية: Here's to you) أغنية من تأليف إنيو موريكوني، ووجوان بيز، صدرت سنة 1971 كجزء من الموسيقى التصويرية لفيلم «ساكو وفانزيتي» للمخرج الإيطالي جوليانو مونتالدو.

## كلمات الأغنية
أقدم لكم، نيكولا وبارت Here's to you, Nicola and Bart
اللحظة الأخيرة والحاسمة هي لكم Rest forever here in our hearts
باقين إلى الأبد، هنا في قلوبنا The last and final moment is yours
إن هذا الألم، هو إنتصاركم That agony is your triumph

## الخلفية
الأغنية هي تكريم لإثنين من اللأناركيين من أصل إيطالي، «نيكولا ساكو» و«بارتولوميو فانزيتي» الذين حكمت عليهم محكمة أمريكية بالإعدام في عشرينيات القرن الماضي، وقد خلص إجماع الرأي النقدي منذ ذلك الحين إلى أن الحكم استند إلى إشمئزاز المحكمة من المعتقد السياسي اللاسلطوي ولا يستند على أي دليل مادي على إرتكابهم أعمال السطو والقتل التي إتهموا بارتكابها، على الرغم من ضعف قرار هيئة المحلفين، فإن المراسلات التي أجراها الروائي «أبتون سنكلير» مع محاميه «جون بيردسلي» (مراسلات تمت 1929 وظهرت للعالم 2005) أكدت إدانة (ساكو وفانزيتي) في قتل موظف كشوف المرتبات وحارسه، حيث أخبر سنكلير المحامي بيردسلي أنه التقى بمحامي ساكو وفانزيتي، فريد مور، الذي أبلغ المؤلف الشهير أن موكليه مذنبون بالتهم الموجهة إليهم، علاوة على ذلك، إتفق العديد من خبراء الطب الشرعي على أن ساكو أطلق رصاصة من مسدس كولت في مسرح الجريمة.
أغنية «هنا اليكم» تساهم في تأكيد رأي الجماهير في براءة (ساكو وفانزيتي)، وتستخدم الأغنية كلمات قالها فانزيتي لمراسل تحالف صحيفة أمريكا الشمالية الذي زاره في السجن في مايو 1927، قبل ثلاثة أشهر من إعدامه، حيث قال:

### الأغنية في وسائل الإعلام الأخرى
استخدمت الأغنية في الفيلم شبه الوثائقي الألماني «ألمانيا في الخريف» عام 1977 في مشاهد مسيرة جنازة لأعضاء فصيل من الجيش الأحمر عام 1977، وأيضا ظهرت الأغنية في الفيلم الكوميدي الأمريكي «الحياة المائية مع ستيف زيسو» عام 2004، ظهرت أيضًا كأغنية افتتاحية في لعبة الفيديو عام 2014 ميتال غير سوليد 5: جراوند زيروز.

## نسخ أخرى للأغنية

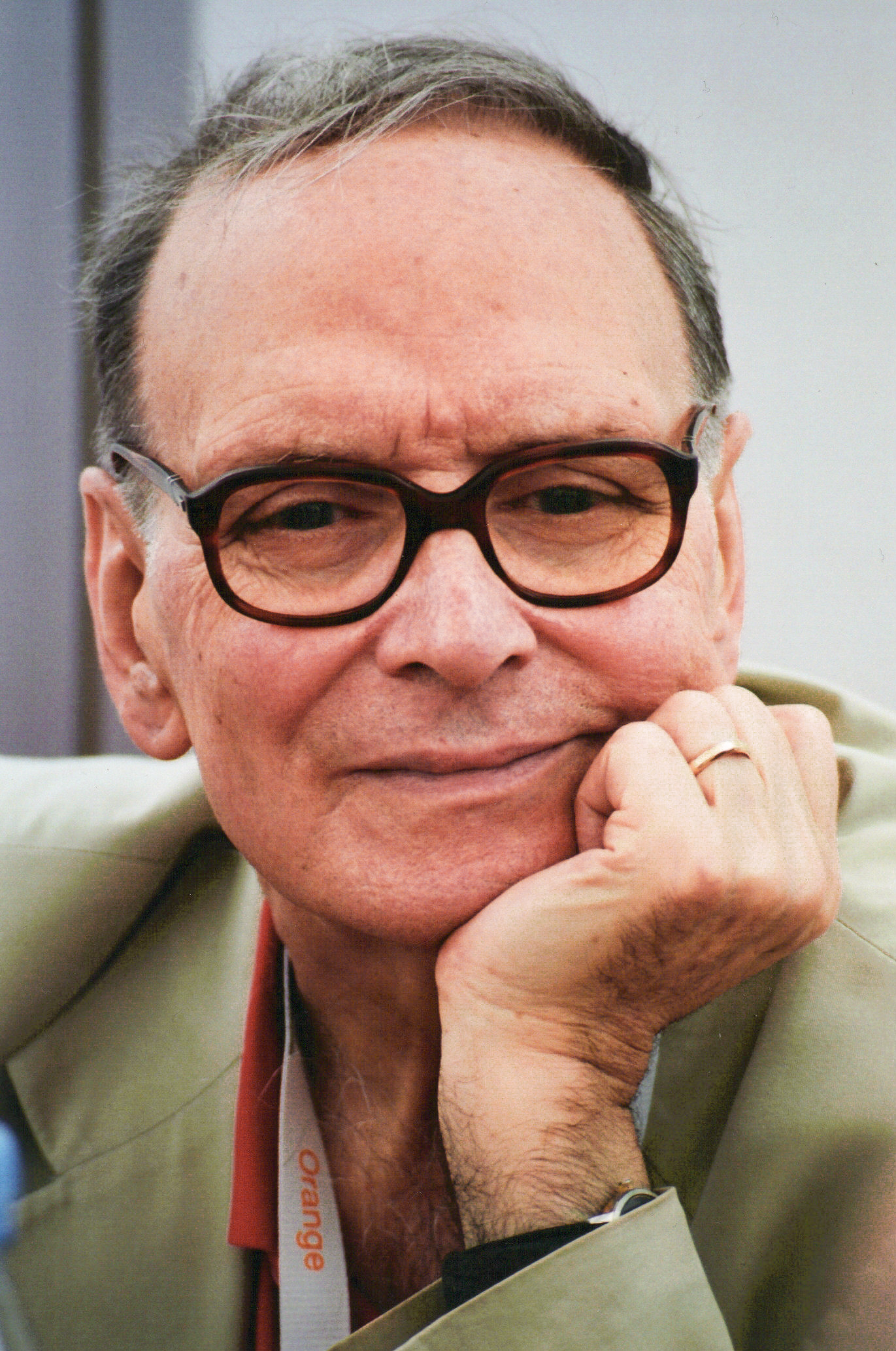
إنيو موريكوني في مهرجان كان السينمائي

أصبحت الأغنية المناسبة لحركة حقوق الإنسان في السبعينيات في الولايات المتحدة الأمريكية وأيضا في جميع أنحاء العالم، وفي عام 1972 غنى مؤلف الأغاني الألماني فرانز جوزيف ديجينهاردت الأغنية تحت عنوان "ساكو وفانزيتي" بخمس مقاطع، كما غنتها المطربة الإسرائيلية داليا لافي باللغات الإنجليزية والفرنسية والألمانية، وسجلت المغنية وكاتبة الأغاني السويدية اجنيثا فالتسكوج الأغنية باللغة الألمانية وأصدرتها في عام 1972 تحت عنوان "إذهب مع الله". غنت ميراي ماثيو الأغنية باسم "مسيرة ساكو وفانزيتي" التي أعدها الموسيقي الفرنسي جورج موستاكي، ويبدو أن إنيو موريكوني أراد تكريم موستاكي من خلال تسجيل نسخة جديدة من الأغنية في عام 1974 مع غناء جماعي للنص الفرنسي، وأنتجها أيضا الموسيقي الفرنسي تينو روسي عام 1972،  وفي عام 1997، قدمت نانا موسكوري نسختها من الأغنية والتي بدأت بطريقة كلاسيكية للغاية، ثم إتجهت إلى موسيقى البلوز، ثم أدخلت نسخة جورج مستاكي مرتين بالفرنسية وإنتهت بالإنجليزية. غناها أيضا فريق العزف والغناء التركي "بانديستا" عام 2011 تحت أسم "حجم سلام"، قدمها أيضا الفريق الأسترالي "مستر في"، أما المغنية النيوزلندية "هيلي وستنرا" فقد إشتركت مع إنيو موريكوني في إنتاج الأغنية مرة أخرى ليتضمنها ألبومها الغنائي "باراديسو" لعام 2011، وتم ترشيحه لجائزة "كلاسيك بريت" لعام 2012. غنى الأغنية أيضا فريق "لارجوزكي" من كورسيكا تحت عنوان "فجر جديد". قام الملحن البريطاني "هاري جريجسون ويليامز" بتوزيع الأغنية وسجلها بصوت "ليزبث سكوت" ويمكن سماعها في نهاية لعبة الفيديو "ميتال جير سولد 4.
في عام 2011، قامت الموسيقية التونسية آمال مثلوثي بأداء الأغنية باللغة العربية تكريمًا لذكرى محمد البوعزيزي.

## وصلات خارجية
https://www.allmusic.com/song/heres-to-you-mt0011885976 إليكم (أغنية)
https://www.edrmartin.com/extrait-pdf-here-s-to-you/EMR11908.pdf إليكم (أغنية)
https://www.youtube.com/watch?v=gH7NLwXAjRU إليكم (أغنية)